# Bernd Thijs
Bernd Thijs (ur. 28 czerwca 1978 roku w Hasselt) – belgijski piłkarz występujący na pozycji pomocnika.

## Kariera klubowa
Bernd Thijs zawodową karierę rozpoczynał w 1995 roku w Standardzie Liège. W trakcie pięciu sezonów spędzonych w tej drużynie rozegrał 102 spotkania, w których strzelił piętnaście goli. Następnie trafił do RC Genk, z którym w 2002 roku sięgnął po mistrzostwo i Superpuchar Belgii. W tym sezonie Thijs z trzynastoma golami na koncie należał także do czołówki ligowych strzelców. W kolejnych rozgrywkach Bernd także prezentował dobrą skuteczność dwa razy z rzędu strzelając w Jupiler League dziewięć bramek. Latem 2004 roku belgijski pomocnik trafił do Turcji, gdzie podpisał kontrakt z Trabzonsporem. Występował tam jednak tylko w rundzie jesiennej sezonu 2004/2005, po czym przeniósł się do Borussii Mönchengladbach. W barwach „Die Fohlen” rozegrał 44 pojedynki, jednak gdy w sezonie 2006/2007 niemiecka ekipa zajęła osiemnaste miejsce w tabeli i spadła do drugiej ligi, Thijs powrócił do kraju i został graczem KAA Gent. Podczas rozgrywek 2007/2008 wziął udział w 22 meczach Jupiler League. W 2014 zakończył karierę.

## Kariera reprezentacyjna
W reprezentacji Belgii Thijs zadebiutował 14 maja 2002 roku w zremisowanym 0:0 spotkaniu towarzyskim przeciwko Algierii. W tym samym roku Robert Waseige powołał go na Mistrzostwach Świata 2002. Na tej imprezie Belgowie zajęli drugie miejsce w swojej grupie i awansowali do 1/8 finału. W tej fazie turnieju zespół „Czerwonych Diabłów” przegrał 2:0 z późniejszymi zwycięzcami mundialu - Brazylijczykami. Bernd na boiskach Korei Południowej i Japonii pełnił rolę rezerwowego i nie wystąpił w żadnym meczu. Łącznie dla drużyny narodowej rozegrał pięć spotkań.